# 阿尔科孔
阿尔科孔（西班牙語：Alcorcón，西班牙語發音：[alkoɾˈkon]，又译阿尔科尔孔）是西班牙马德里自治区的市镇。

## 人口
| 阿尔科孔历史人口                                    |
|                                                     |
| 西班牙国家统计局法定人口普查结果 市政厅实际登记人口 |